# Пицюра Дмитро Іванович
Дмитро Іванович Пицюра (21 листопада 1907, село Доливівка Херсонської губернії, тепер село Долинівка Кропивницького району Кіровоградської області — червень 1979, місто Львів) — український радянський діяч, голова Львівської обласної ради професійних спілок.

## Біографія
Народився в бідній селянській родині. Трудову діяльність розпочав у 1921 році в селі Глибокому Бориспільського району Київської губернії.
У 1926 році обирався головою сільської ради. Потім був на комсомольській роботі, брав активну участь у ліквідації неписьменності серед населення. Член ВКП(б) з 1931 року.
З 1931 по 1934 рік — на партійній роботі.
Закінчив Московський політосвітінститут. Після закінчення інституту був на викладацькій роботі в місті Умані Київської області.
З лютого 1940 по травень 1947 року — в Червоній армії. З 1940 року — в Львівському піхотному училищі Київського особливого військового округу. Учасник німецько-радянської війни з жовтня 1941 року. Служив старшим інструктором із пропаганди і агітації політичного відділу 377-ї стрілецької дивізії, з серпня 1943 року — помічником начальника 2-го відділення розвідувального відділу штабу групи 1-го Білоруського фронту, заступником начальника і начальником політичного відділу дивізії. З 1945 року перебував на політичній роботі в Групі радянських окупаційних військ у Німеччині.
З 1947 по 1949 рік очолював політичний відділ Жовківської машинно-тракторної станції (МТС), був секретарем Жовківського районного комітету КП(б)У Львівської області.
З 1949 року — на відповідальній роботі в апараті Львівського обласного комітету КП(б)У: інструктор, заступник завідувача організаційно-масового відділу обласного комітету КП(б)У. На 1957—1958 роки — завідувач відділу партійних органів Львівського обласного комітету КПУ.
13 вересня 1960 — січень 1963 року — голова Львівської обласної ради професійних спілок.
У січні — квітні 1963 року — голова організаційного бюро Львівської промислової обласної ради професійних спілок. У квітні 1963 — грудні 1964 року — голова Львівської промислової обласної ради професійних спілок.
У грудні 1964 — 14 лютого 1970 року — голова Львівської обласної ради професійних спілок.
З лютого 1970 року — персональний пенсіонер союзного значення в місті Львові.
Помер у червні 1979 року. Похований на Личаківському цвинтарі Львова.

## Звання
- старший політрук
- майор
- підполковник

## Нагороди
- орден Вітчизняної війни І ступеня (3.08.1945)
- орден Вітчизняної війни ІІ ступеня (17.04.1945)
- орден Червоної Зірки (14.05.1942)
- два ордени Трудового Червоного Прапора (26.02.1958,)
- медаль «За визволення Варшави» (1945)
- медаль «За взяття Берліна» (1945)
- медаль «За перемогу над Німеччиною у Великій Вітчизняній війні 1941—1945 рр.» (1945)
- медалі
- Почесна грамота Президії Верховної Ради Української РСР (.11.1967)